# Бадан (судно)

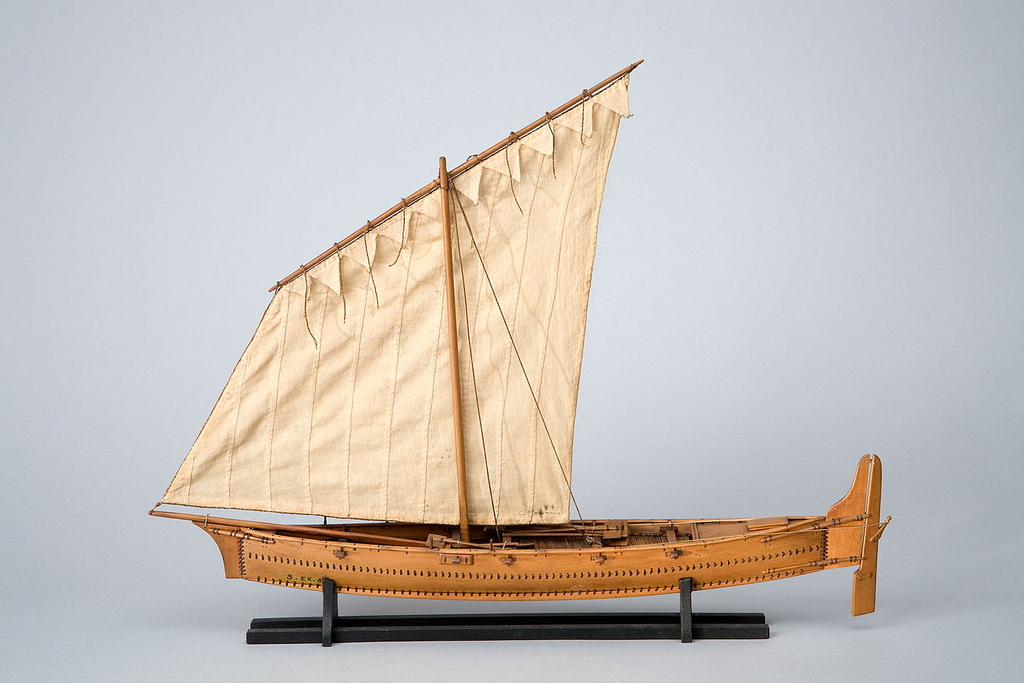
Модель бадан-сафара з Маскату 1:25. Національний морський музей Париж.

Бадан (араб. البدن, Al Badan)  — невелике традиційне рибальське вітрильно-весельне судно — дау з арабським вітрилом, видовженим корпусом і характерним, високо піднятим над гострою кормою ахтерштевнем з потужним стерном, добре пристосоване для плавання на мілководді. Поширене на узбережжі Аравійського півострова в Оманській і Перській затоках.

## Опис
Профіль бадана добре впізнаваний через його вигнутий дзьбоподібний псевдо-форштевень на носі (sadr) і помітний високий «плавник» на кормі (majisi або tashni'a), до якого кріпиться потужне стерно. Обидві ці структури і на носі і на кормі не є опорними каркасними елементами, а створюються з тонких дощок, прикріплених відповідно, до справжніх форштевня і ахтерштевня човна.
Бадан, як бум або батиль належить до типів дау з гострою кормою і має одну і зрідка — дві щогли та в середньому п'ять місць для веслувальників. Екіпаж бадана складає 6-12 осіб. Використовується переважно для риболовлі та прибережних перевезень пасажирів та невеликих вантажів.
Існує 2 підвиди суден типу бадан, один з яких призначений для риболовлі (бадан-сейєд), а інший — для транспортування вантажів (бадан-сафар). Середня довжина рибальських баданів біля 8-11 м і ширину близько 2,5 метра. Бадан-сафар — торговий корабель середніх розмірів, досягає 14-15 м в довжині.
Корабельні, що будують човни типу бадан переважно розташовані на південному узбережжі Оману, від Москату до Сухару.

## Сомалійський беден
Бадан з Аравійського півострова через схожість назви часто плутають сомалійським човном беден із сусіднього Сомалійського півострова, який також належить до дау, але його конструкція не споріднена з аравійським баданом і є більш архаїчною..До зникнення в другій половині XX ст. човни типу беден на узбережжі Сомалі виготовляли повністю без застосування цвяхів, за технологією зшитих суден.